# دنیاگیری کووید-۱۹ در آلبانی
دنیاگیری کووید-۱۹ در آلبانی بخشی از دنیاگیری بیماری کروناویروس ۲۰۱۹ در جهان است. اولین مورد تأیید شده در آلبانی در ۸ مارس ۲۰۲۰ در شهر تیرانا اعلام شد.